# 吉姆爷
《吉姆爷》（英語：Lord Jim）是约瑟夫·康拉德的一部小说，最初于1899年10月至1900年11月在布莱克伍德杂志上连载。 
1998年，《吉姆爷》名列20世紀百大英文小說第85位。

## 情节
故事描写一艘运送800名朝圣者的轮船，在海上失事遇险，船长和船员违反海员守则，遗弃乘客，自己逃生。船长在接受审判后自杀，而其中一位年轻的英国海员吉姆，为逃避良心的谴责，在东印度群岛的热带丛林，与土著为伍。